# Georges de Bavière
Georges le Riche (né le 15 août 1455, mort le 1er décembre 1503 à Ingolstadt) fut de 1479 à sa mort duc de Bavière-Landshut. Après l'échec d'annexions du domaine héréditaire des Habsbourg à son duché, il tenta en vain de transmettre sa couronne à sa fille, déclenchant par là la guerre de Succession de Landshut (1504-1505).

## Années de jeunesse
Georges de Wittelsbach, né en 1455 du duc Louis IX et d'Amélie de Saxe, passa son enfance au château fort de Burghausen. À 13 ans il fit son entrée dans la ville de Landshut, où on le forma désormais à ses futures fonctions de prince. Les « noces de Landshut », en 1475, restées dans les annales allemandes pour leur faste extraordinaire, virent son mariage avec Edwige Jagellon (1457-1502), la fille du roi de Pologne Casimir IV et d’Élisabeth de Habsbourg. Avant même de devenir duc de Bavière, il fit construire le château de Lauingen.

## Duc de Bavière

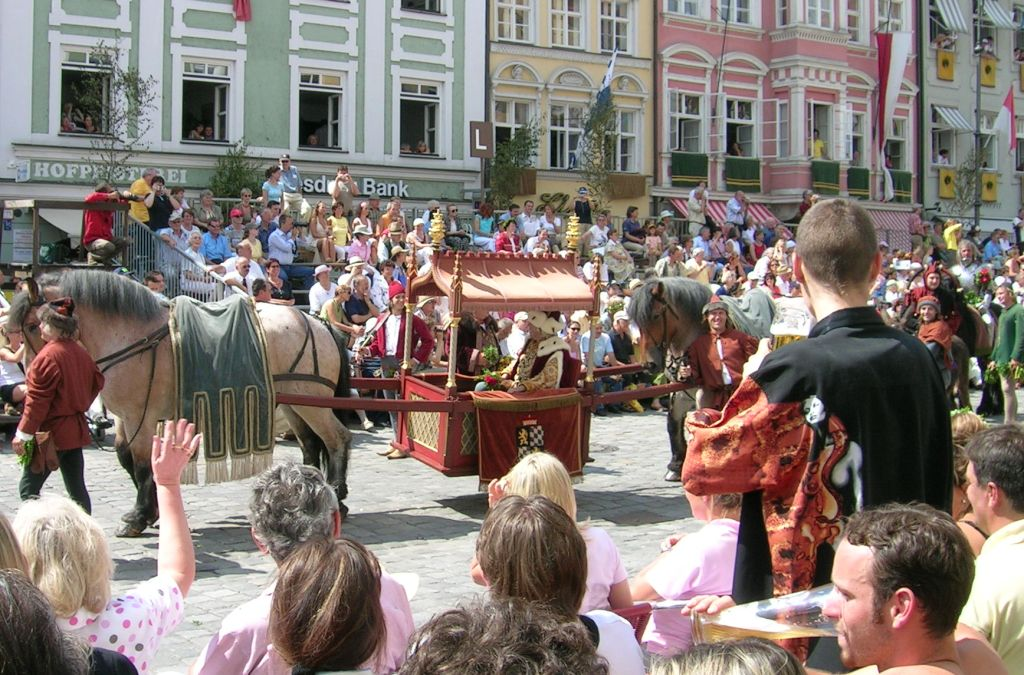
Landshut : la commémoration des Noces de Landshut de 1475 reste en Bavière une manifestation régionale populaire.

En 1479, âgé de 24 ans, Georges prit la succession de son père à la tête du duché de Bavière-Landshut. En 1485, à la suite d'une amputation de ses territoires, il fit marcher une armée imposante sur la ville libre d'Empire de Nördlingen, qui dut payer rançon pour éviter un siège en règle.
Il employa les années suivantes à annexer une série de fiefs d'Autriche antérieure à son domaine héréditaire : en 1486 il achetait la marche de Burgau (y compris Günzburg, en Souabe), hypothéquée à l'évêque d'Augsbourg, à Sigismond d'Autriche pour 52 011 florins. En 1487, associé à son cousin le duc Albert IV de Bavière munichoise, il rachetait au même Sigismond les droits pour 10 ans sur le Tyrol extérieur pour 50 000 florins. Cette fois c'en était trop pour le chef de la maison Habsbourg, l’empereur Frédéric III : furieux[réf. souhaitée] des menées expansionnistes de la maison des Wittelsbach, il forma la Ligue de Souabe, une coalition de hobereaux et de villes indépendantes, pour menacer militairement ses rivaux. Aux termes des conditions de paix, en 1489, Georges dut, non seulement verser 36 000 florins à l'empereur, mais aussi restituer sans compensation la marche de Burgau. Le 10 juillet 1489, il conclut une paix séparée avec les chevaliers de la ligue de Souabe, laissant Albert IV seul face à ses ennemis.

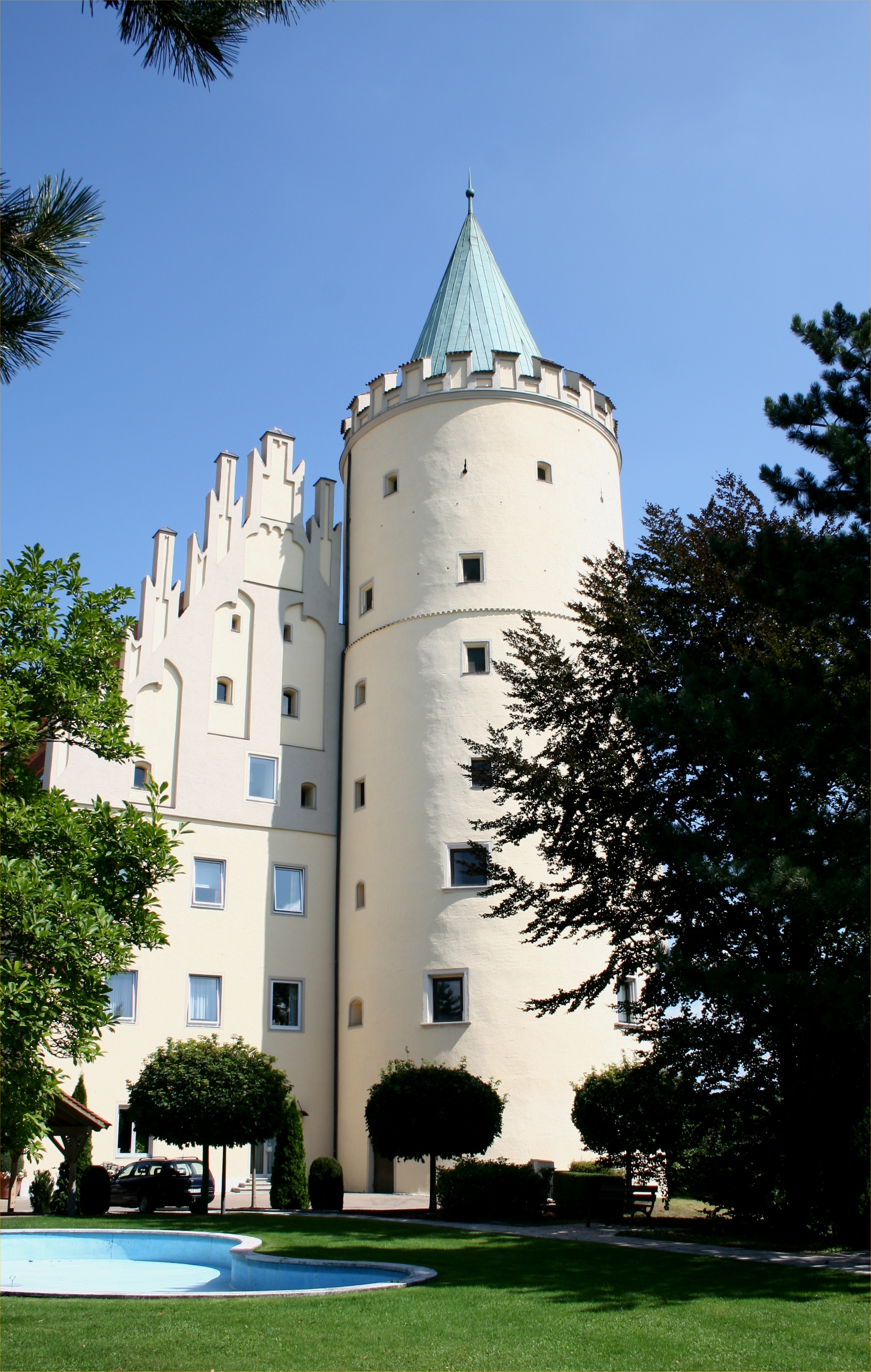
Le château de Lauigen, aujourd'hui maison de retraite.

Le chancelier du duc Georges était le prévôt Friedrich Mauerkircher d’Altötting, qui devait par la suite devenir évêque de Passau. À la mort de ce dernier, en 1485, le plus influent conseiller du duc fut Wolfgang Kolberger, qui assura le rétablissement du droit romain en Bavière. En 1491, le duc George remit en cause l’organisation du duché héritée de son père, provoquant les protestations de la chevalerie jusqu'en 1497 puisqu'il suspendait par là définitivement les capitulations (landrechte) traditionnelles. De nouvelles réformes devaient cependant de nouveau être introduites à partir de 1501.
Georges le Riche fut un partisan décidé de l'empereur Maximilien, aux côtés de qui il n'hésita pas à combattre, tant en Souabe qu'en Suisse, en Gueldre ou en Hongrie. Il fit démanteler le château fort de Burghausen.

## La guerre de succession de Landshut

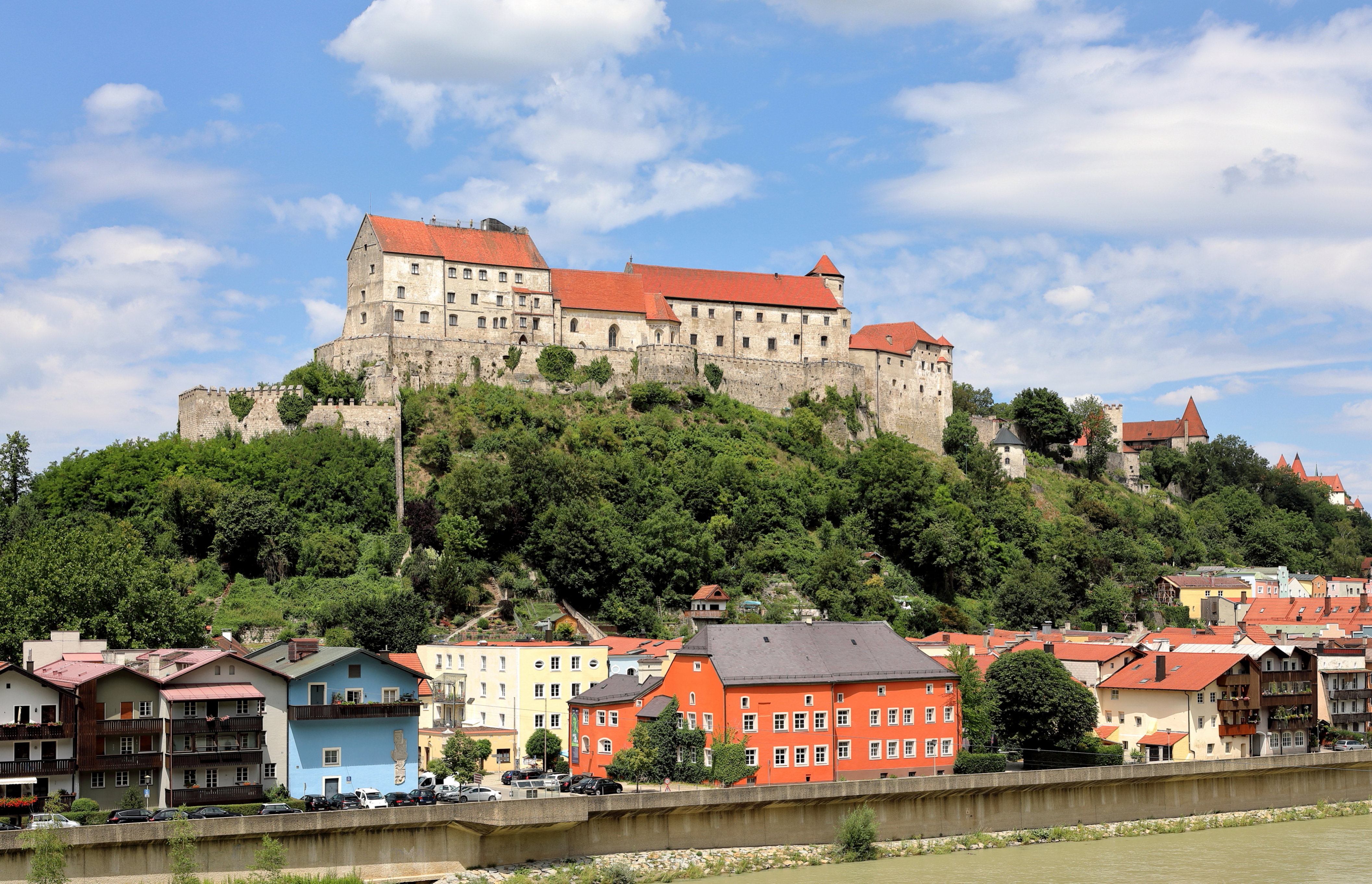
La forteresse de Burghausen

En rupture du pacte des Wittelsbach, selon lequel les fiefs héréditaires devaient, faute de descendant mâle, revenir à la branche aînée de la famille, Georges avait par testament légué dès le 19 septembre 1486 son duché à sa fille, la comtesse palatine Élisabeth (de).
Mais Albert IV finit par apprendre l'existence de ce testament secret. Le duc Georges y vit une trahison de son chancelier Kolberger et le fit emprisonner en 1502. Par ce testament, il s'était mis à dos non seulement ses cousins Wittelsbach mais aussi toute la noblesse d'empire et l'empereur lui-même.
Il se lança comme ses adversaires dans des préparatifs de guerre. À l’automne 1503, il tenta de s'emparer de la ville d'eau de Bad Wildbad dans le Wurtemberg, mais dut se replier sur Lauingen puis sur Ingolstadt.
Sur son lit de mort, il nomma son gendre Robert du Palatinat (1481-1504) (en) connétable du duché et lui attribua les forteresses de Landshut et Burghausen. Le 25 novembre il convoquait encore à Landshut l'ensemble des États généraux pour le 10 décembre mais il expira le 1er décembre 1503 à Ingolstadt, ne laissant aucun héritier mâle ; on l'inhuma à l'abbaye de Seligenthal. Sa fille et son gendre s'appuyèrent sur ses dernières volontés pour poursuivre le combat, ce qui déclencha la guerre de Succession de Landshut (1504–1505). En l’espace de deux ans, plusieurs bourgs autour de Landshut furent incendiés, puis Rupert et son épouse Élisabeth meurent à trois semaines d'intervalle de dysenterie en 1504. Un arbitrage de l'empereur Maximilien Ier rendu à la Diète de Cologne consacra la réunification de la Bavière-Landshut et de la Bavière munichoise, et en peu d'années la ville de Landshut, naguère capitale et plaque tournante du commerce du sel (l'« or blanc » qui avait fait la fortune des ducs), perdit de son importance.

## Descendance

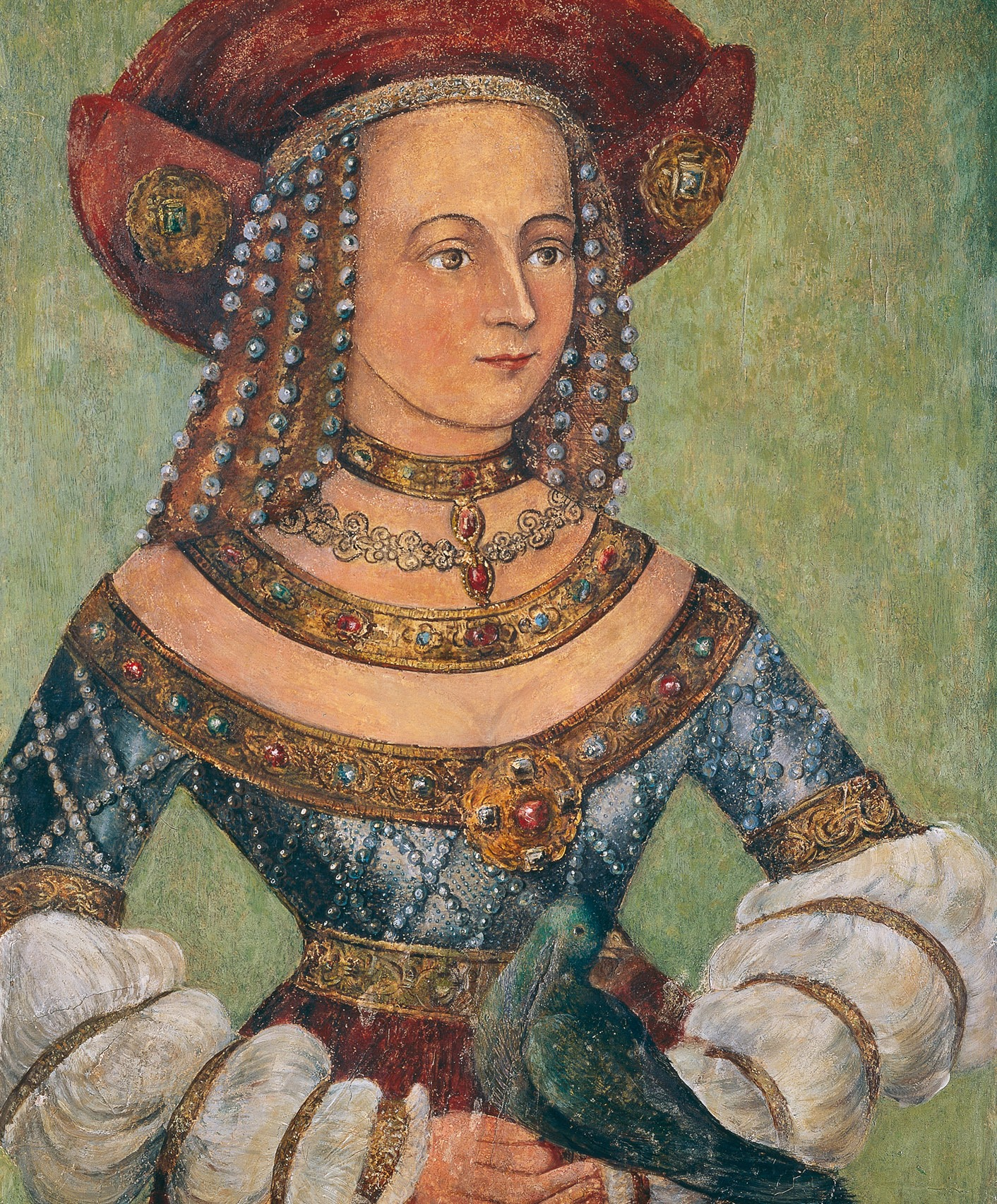
Edwige Jagellon, duchesse de Bavière-Landshut.

Comme dit plus haut, Georges le Riche avait épousé la princesse Edwige Jagellon (1457-1502), le 14 novembre 1475 à Landshut. De cette union naquirent cinq enfants, dont seules deux filles atteignirent la majorité :
- Louis de Bavière (1476 † avant 1496) ;
- Rupert de Bavière (1477 † 1477) ;
- Élisabeth de Bavière (1478-1504) (de) ∞ Robert du Palatinat (1481-1504) (de), fils du prince-électeur Philippe Ier du Palatinat ;
- Marguerite de Bavière (1480–1531) (de)
- Wolfgang de Bavière (1482 † 1482).